# Vassyl Lozynskyi
Vassyl Lozynskyi (ukrainien : Василь Миронович Лозинський), né le 14 février 1986 à Mostyska, est un homme politique et juriste ukrainien, ministre du Gouvernement Chmyhal.

## Biographie
Il fit ses études à l'Université de Lviv puis à l'Université régionale d'administration.
Il est ministre du Développement des communautés et des Territoires du Gouvernement Chmyhal de novembre à décembre 2022.